# Капелюк, Ольга
Ольга Капелюк (ивр.  אולגה קפליוק‎, род. 1932) — израильский лингвист.
Капелюк, почётный профессор лингвистики и африканистики Еврейского университета в Иерусалиме, считалась одной из самых выдающихся израильских лингвистов и исследователей семитских языков, особенно эфиопских языков и современных арамейских диалектов. Она заслужила международную репутацию одного из ведущих экспертов по амхарскому языку Эфиопии. С началом широкомасштабной иммиграции эфиопских евреев в Израиль она выполняла важную функцию советника по вопросам образовательной системы страны.

## Награды
- В 2005 году Капелюк получила Премию Израиля по лингвистике[2].
- В 2021 году Капелюк была награждена медалью Эдварда Уллендорфа[3][4].